# Bubble Shooter
Bubble Shooter es un clon del juego arcade Puzzle Bobble lanzó en 1994, desarrollado por Taito Corporation.
El juego Bubble Shooter y la propiedad intelectual son propiedad de Ilyon Dynamics, después de que fueran adquiridos de Absolutist, que lanzó el juego original en 2002. El juego se transfirió a iOS en 2010 y se transfirió a Android en 2012.
En 2015, Absolutist vendió Bubble Shooter IP a Ilyon Dynamics LTD, que expandió la marca en dispositivos móviles y en nuevas plataformas como Facebook Messenger y la plataforma móvil de eSports Skillz. Se desarrolló y publicó una versión especial con la Tribu Seminole de Florida utilizando su marca Hard Rock Cafe.